# Энергетика Канады
Энергети́ческий се́ктор Кана́ды отличается изобилием ресурсов, и своей непосредственной близостью к США. Канада занимает пятое место в мире по производству энергоресурсов (6 % мирового производства). Также занимает второе место в мире по производству урана, находится в числе крупнейших производителей гидроэлектроэнергии, нефти, природного газа и угля. По производству энергоресурсов Канаду опережают лишь Россия, Китай, США и Саудовская Аравия.
В то же время Канада входит в пятёрку лидеров потребителей энергии, уступая в этом лишь США, Китаю, Германии. Канада и США разделяют крупнейший в мире общий энергетический рынок. 98 % экспорта энергии Канады приходится на её южного соседа, поэтому она считается основным энергетическим поставщиком крупнейшей экономики мира. Канада также экспортирует значительное количество урана и угля в Азию, Европу и Латинскую Америку.
Хотя Канада является чистым экспортёром энергоресурсов, импорт органического топлива в страну также высок. Ввиду больших расстояний, отделяющих основные месторождения на западе страны от основных центров потребления, расположенных в Онтарио и Квебеке, Канада является одновременно и поставщиком, и покупателем на мировых рынках угля и нефти. Например, в 2013 году Канада продала нефти на 79,3 млрд долларов, а нефтепродуктов на 18,3 млрд долларов, а закупила этих товаров за рубежом на 26,2 млрд долларов и на 17,2 млрд долларов соответственно. Кроме того, нефтеперерабатывающие заводы Онтарио и Квебека не могут обрабатывать нефть битуминозных песков, составляющую в настоящее время значительную часть канадской добычи. Разработка битуминозных песков Атабаски оказывает серьёзное воздействие на окружающую среду и в начале XXI века делает Канаду одним из крупнейших производителей парниковых газов на душу населения, что негативно сказывается на её международной репутации.

## Ископаемые энергоресурсы

### Нефть
Более века прошло от зарождения канадской нефтяной промышленности до её настоящего взлёта. В Канаде гордятся, что в 1858 в Петролии на юго-западе Онтарио начала эксплуатироваться первая в мире скважина с промышленным дебитом, но нефтяной потенциал Альберты используется лишь с начала XX века. Первое крупное месторождение нефти Тернер-Валли эксплуатируется с 1920-х.
Открытие в феврале 1947 крупного нефтяного месторождения в Ледюке — муниципалитете в полусотне километров к юго-востоку от Эдмонтона — происходит в Канаде как раз вовремя. После Второй мировой войны потребление нефти быстро растёт из-за развития автомобильного транспорта.
В то время более половины всех первичных энергоресурсов, потребляемых в Канаде, составлял уголь, тогда как нефть и газ удовлетворяли энергетические потребности лишь на треть. Внутренняя же добыча нефти удовлетворяла лишь 11 % спроса канадских нефтеперерабатывающих заводов, а остальная нефть импортировалась.

#### Ледюк и первые нефтепроводы

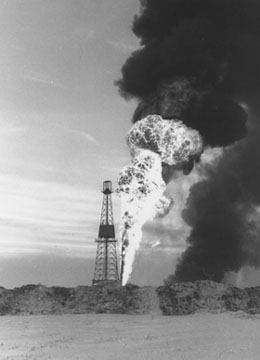
Скважина Ледюк № 1

Открытие Ледюка имело следствием заметное увеличение разведки и новых открытий, но нефтью Альберты можно было торговать в широком масштабе только при умеренной стоимости её транспортировки к месту очистки. В 1949 правительство Луи Сен-Лорана проводит Закон о нефтепроводах, при создании которого за образец был взят Закон о железных дорогах.
Новый закон, принятый накануне федеральных выборов, устанавливает законные рамки сооружения и эксплуатации межпровинциальных и международных нефте- и газопроводов, способных связать месторождения с центрами переработки. Одной из первых, кто воспользовался такой возможностью, была американская компания Imperial Oil, начавшая сооружение нефтепровода Интерпровиншиал-Пайплайн (Interprovincial Pipeline) протяжённостью 720 км, связывающего Эдмонтон с Реджайной.
Теперь оставалось определить трассу нефтепровода к нефтеперерабатывающим заводам Онтарио. Для уменьшения издержек предполагалось транспортировать сырую нефть до озера Верхнее, где грузить её в танкеры и переправлять в нефтехимический центр Сарнию. Но возникает спор из-за двух трасс. С одной стороны, владелец нефтепровода Imperial Oil выступал за прямолинейную трассу к Верхнему озеру в Сьюпириор на севере Висконсина. С другой стороны, консервативная оппозиция в Парламенте во имя канадского энергетического национализма требовала сооружения нефтепровода полностью на канадской территории с конечным пунктом в Порт-Артуре (современный Тандер-Бей).
Это щекотливый вопрос для К. Д. Хау, депутата от Порт-Артура и «министра всего» в правительствах Макензи Кинга и Сен-Лорана. Хау с правительством принимают предложение Imperial, и нефть начинает течь по нефтепроводу длиной 1840 км в декабре 1950 — как раз вовремя для подпитки значительного роста канадской экономики в период 1951—1956. А в 1954 открывается нефтепровод Трансмаунтин, связывающий Эдмонтон, Ванкувер и нефтеперерабатывающие заводы Пьюджет-Саунда в штате Вашингтон.
Учитывая бурное обсуждение в Палате общин в 1956 темы сооружения газопровода Транс-Канада, канадская политическая элита, как либеральная, так и консервативная, приходит к заключению, что развитие нефтяной отрасли в Канаде лучше контролировать административному суду, который может нейтрализовать взрывной характер этих вопросов. Комиссия Гордона, организованная либералами, приходит к такому заключению в 1957, но новый премьер-министр Джон Дифенбейкер, решает доверить дело о регулировании этой отрасли консервативной группе под руководством бизнесмена Генри Бордена.

#### Национальная служба энергетики
Несмотря на свои разведанные нефтяные ресурсы и производственные мощности, с 1955 по май 1957 увеличившиеся с 300 000 до 437 000 баррелей в день из-за Суэцкого кризиса, Канада оставалась чистым импортёром нефти. Недостаток транспорта между областями производства и потребления позволял развиваться лишь на одну треть своих возможностей.
На следующий год альбертская добыча вернулась к уровню в 300 000 баррелей и произошло столкновение двух противоречивых точек зрения. С одной стороны, канадские независимые производители под руководством компании Home Oil и при поддержке альбертского премьер-министра Эрнеста Мэннинга борются за снабжение нефтеперерабатывающих заводов Монреаля и сооружение нефтепровода, в 1960 способного переправлять 200 000, а в 1965—320 000 баррелей в день.
Проект был выгоден тем, что обеспечивал доступ на внутренний рынок канадским независимым производителям для транспортировки большего объёма с как можно большей скоростью, активизации экономической деятельности во всех канадских областях при сокращении импорта сырой нефти на востоке Канады, что положительно влияло на платёжный баланс и безопасность снабжения.
С другой стороны, по утверждениям международных нефтяных компаний в Монреале, альбертская нефть, доставленная в Монреаль, основной центр первичной нефтепереработки того времени, стоила бы на 10 % дороже, чем сырая венесуэльская нефть, доставленная водным транспортом по реке Святого Лаврентия или нефтепроводом Портленд-Монреаль, что привело бы к повышению цен их продукции. Члены же квебекского парламента не давали комментариев по этому делу, убеждённые аргументом Семи сестёр.
Тогда комиссия Бордена предложила компромисс. Она рекомендовала создать Национальную службу энергетики и защищённый рынок канадской нефти, но устанавливала «границу», за которой нефть покупалась бы на мировом рынке. Области к востоку от реки Оттава — то есть Квебек и Атлантические провинции — продолжают делать покупки на мировом рынке, тогда как области к западу потребляют нефть Альберты. Граница, прозванная «линией Бордена», была установлена правительством Дифенбейкера в 1961.

#### Экспортная политика

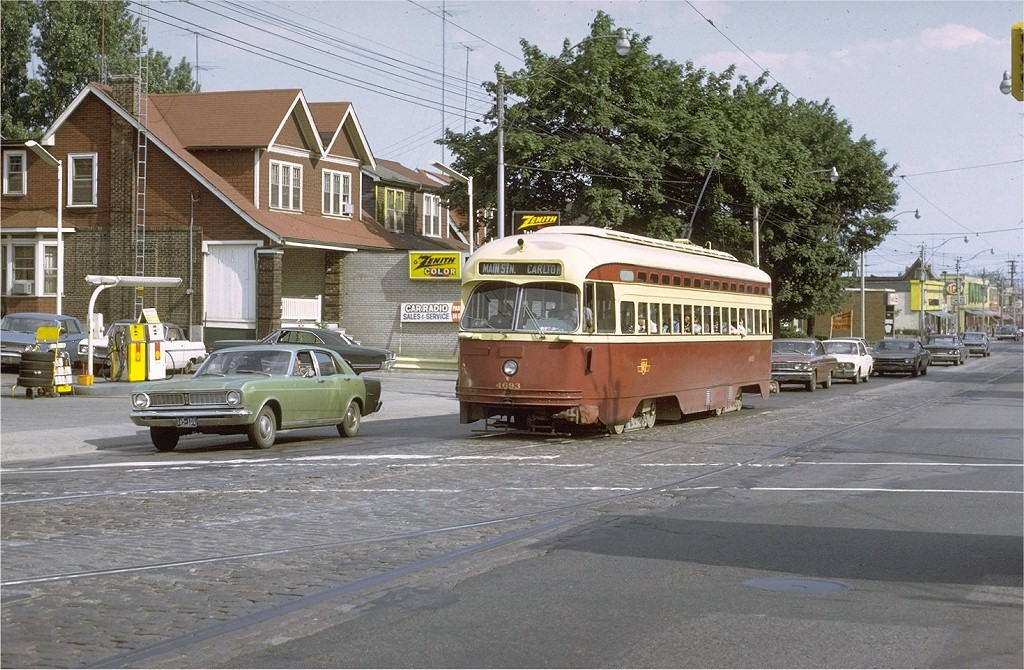
Торонто в 1971

Национальная нефтяная политика (ННП) с 1961 учитывает интересы всех; Альберта обеспечивает себе резервный рынок для своей продукции, цена которой выше мировой, Онтарио развивает свою нефтехимическую промышленность, а Монреаль может сохранить свои цены более низкими. Федеральное правительство достигает равновесия торгового баланса, так как импорт нефти по низкой цене на востоке компенсируется экспортными поставками более дорогой нефти в США.
Второстепенное положение канадских производителей в нефтяной промышленности довольно мало заботило федеральных политиков в годы перед первым нефтяным шоком. За исключением фискальных мер, предложенных Уолтером Л. Гордоном в речи о бюджете 1963 и от которых пришлось отказаться из-за несогласия Прогрессивно-консервативной партии, нефтяников и финансовых кругов, правительства Пирсона и Трюдо не прекратили политику концентрации собственности в промышленности в американских интересах. В 1962 восемь крупных международных нефтяных компаний обладали 62 % концессий и 95 % перерабатывающих мощностей. Правительства даже сами сделали некоторые приобретения, в том числе в 1967 было куплено 45 % акций Panartic Oils — разведочного предприятия, специализирующегося на спекулятивных проектах в новых областях Арктики. Последующие правительства ограничиваются скорее содействием экспорту канадской нефти в США, а Национальная служба энергетики приступает к требованию письменных разрешений.
Министр энергетики в первом правительстве Трюдо Джо Грин сделал приоритетом увеличение продажи канадской нефти и газа и даже утверждал в 1971, что Канада располагала запасами нефти на 923, а газа — на 392 года. Это очень оптимистичное прогнозирование не выстояло перед событиями, потрясшими западный мир менее чем через два года.
Статус-кво в отрасли перестаёт существовать 10 сентября 1971. В тот вечер альбертцы не позволили Социальному кредиту остаться у власти после 36 лет непрерывного правления. Новый премьер-министр, консерватор Питер Локхид, решил начать переговоры с отраслью об увеличении арендной платы за разработку нефтяных месторождений в его провинции, которую предыдущее правительство в 1949 установило на уровне 16,7 %. Правительство смело продолжает начатое дело и предлагает увеличить налог на запасы, что в 1972 равнозначно увеличению арендной платы до 23 %. Это предложение было снято через несколько дней из-за федеральных мер, и Локхид решил реорганизовать систему арендной платы в одностороннем порядке посредством повышения цен, что поставило отрасль в тупик, так как она считала, что имела дело с консерватором — сторонником свободного предпринимательства.

#### Первый нефтяной шок

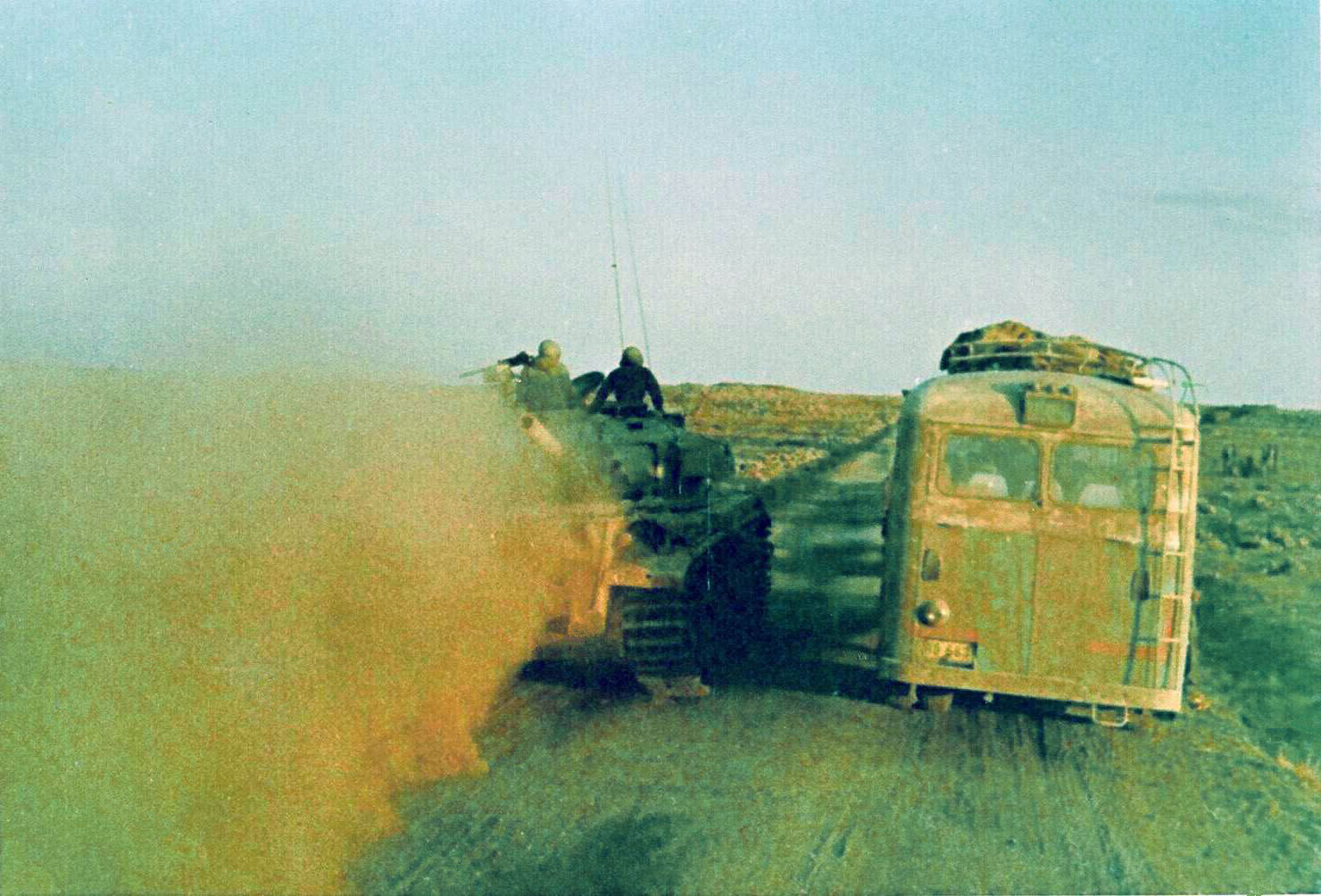
Война Судного дня побуждает канадское правительство регулировать цены и экспортные поставки канадской нефти

В то же время в Оттаве правительство плохо подготовилось к эмбарго, объявленному членами Организации арабских стран-экспортёров нефти (ОПЕАК) из-за войны Судного дня.
У федерального правительства недоставало информации о ситуации и запасах нефти, а его предыдущие вмешательства в нефтяную отрасль — особенно попытка взять под контроль правительства Home Oil, в то время крупнейшую нефтяную компанию под канадским контролем — были продиктованы политической необходимостью. Создание национальной нефтяной компании публично обсуждалось как мера противостояния господству американского капитала над канадскими природными ресурсами.
Чиновники разрабатывают энергетическую политику, опубликованную в июне 1973. Политика предусматривает создание национальной нефтяной компании (ННК), которая «могла стать мощным инструментом противостояния Канады иностранному влиянию в её собственной нефтегазовой отрасли». Однако отчёт так и не решал проблему, ограничиваясь выделением некоторых преимуществ и недостатков такого решения.
Но геополитическая ситуация становилась всё более и более напряжённой, и цены росли. Правительство Трюдо, несколькими годами ранее расхваливавшее экспортные поставки в США и гордившееся огромными запасами, стало более сдержанным. Альберта в 1973, благодаря снятию американцами контроля над импортом, экспортировала 1,2 млн. баррелей/день, и это была её максимальная производительность. Национальная служба энергетики вмешалась и впервые в своей истории не дала согласие на часть экспортных поставок из-за ограниченной пропускной способности транспорта.
Оппозиционные партии требовали создания ННК, а потребители были недовольны повышением цен на бензин. 4 сентября 1973, за месяц до объявления о военных действиях на Ближнем Востоке, правительство сообщило о трёх мерах. Оно вводило «добровольное» замораживание внутренних цен на пять месяцев, сообщало о прокладке межпровинциального нефтепровода из Торонто в Монреаль и облагало каждый баррель экспорта налогом в 40 центов. Этот налог на экспорт в декабре 1973 достиг 1,9 доллара, в январе 1974 — 2,2 доллара, в апреле — 4 долларов, а в июне — 5,2 доллара.
Одновременно с этим волнением в Оттаве срочно организуются новые системы снабжения для обслуживания восточных нефтеперерабатывающих заводов. В ожидании открытия нефтепровода Торонто-Монреаль, первые объёмы по которому прошли летом 1976, между Сарнией и Монреалем сновали танкеры и поезда, а другие корабли заполнялись сырой нефтью в Ванкувере и отправлялись на восток через Панамский канал.

#### Ценовое регулирование

Изменение мировой цены (синий цвет) и канадской управляемой цены (красный цвет) с 1962 по 1987

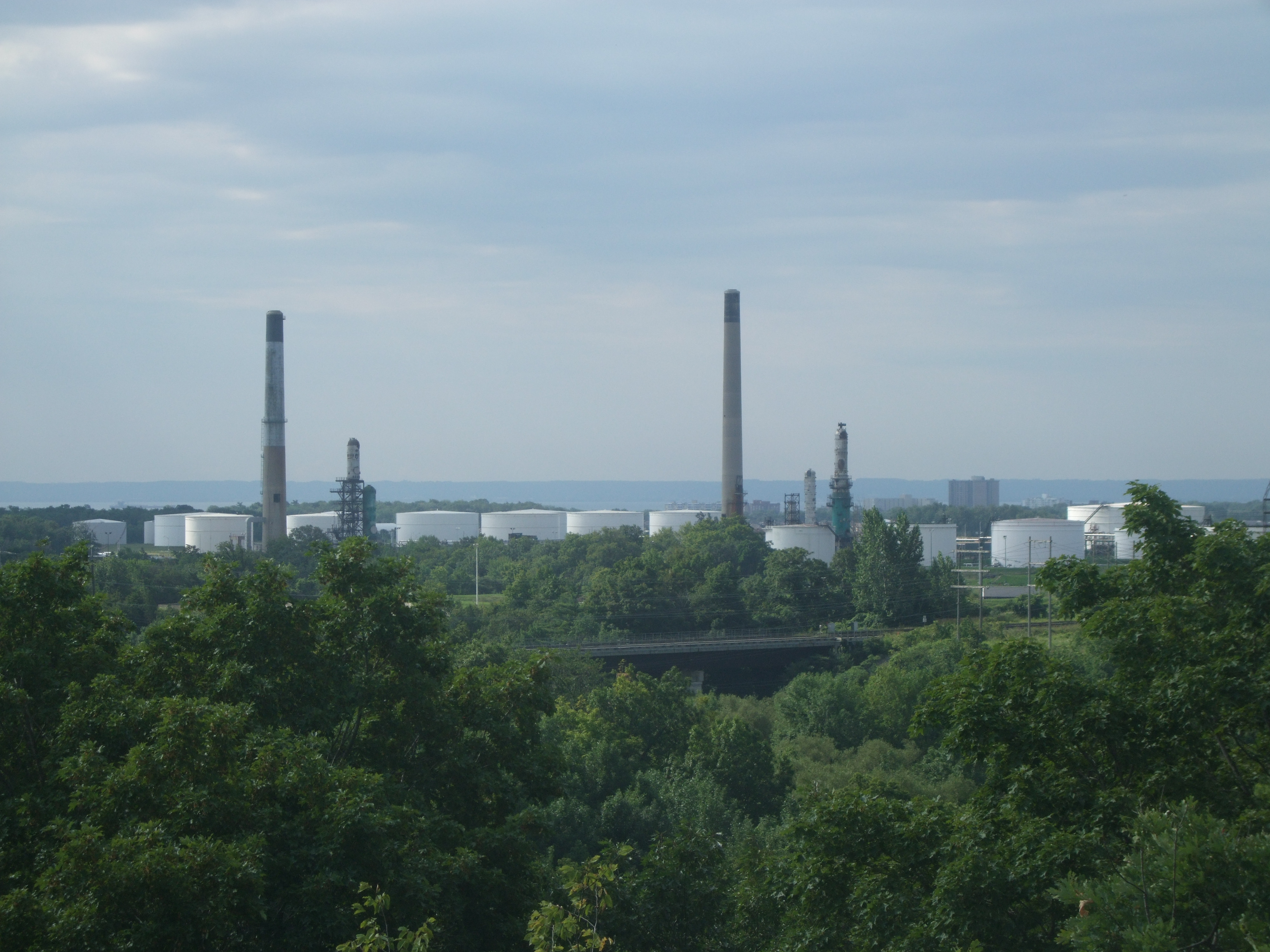
Оквиллский нефтеперерабатывающий завод в Онтарио

22 ноября 1973 премьер-министр Трюдо выступил по телевидению, чтобы сообщить, что за все прошлые годы Альберта получила выгоду в 500 миллионов $ от продажи нефти в Онтарио по высокой цене и что в дальнейшем она должна будет субсидировать потребителей на востоке. Это был первый залп войны, разразившейся между Оттавой и Эдмонтоном на целое десятилетие.
Краеугольным вопросом, поднятым новой программой закрепления цен, был выбор цены, которая станет единой: мировой цены нефти, доставляемой в порт Монреаля, или цены Эдмонтона. Федеральные либералы выступили последним арбитром между интересами производящих провинций, желавших сохранить цены более высокими для обеспечения безопасности и постоянства снабжения, и интересами потребляющих провинций, более озабоченных сохранением своих заводов и поэтому требовавших более низких цен.
Тогда как Оттава взывала к «братской ответственности» альбертцев по отношению к своим соотечественникам, Эдмонтон отвечал, что нефть и газ являются невозобновляемыми ресурсами и должны продаваться «только по ценам, отражающим их действительную стоимость».
По мнению Питера Фостера, Оттава просто не ставила себе целью сохранить теоретическую справедливость между регионами. Сенсационный рост нефтяных доходов правительства Альберты, где добывалось 90 % канадской нефти, мог подвергнуть опасности уравнительную систему, несмотря на то что доходы энергетики полностью не учитывались в рамках этой формулы. И пока Эдмонтон существенно увеличивал свои сборы, Оттава исключила эти платежи из себестоимости, что вдвойне ударило по производителям.
Находясь в положении меньшинства в Парламенте, которое из-за цен на нефть грозило новыми выборами, в январе 1974 Трюдо собирает премьер-министров на федерально-провинциальную конференцию по энергетике, где он получил одобрение провинциями принципа единой цены на нефть по всей Канаде. Цена барреля в марте была установлена на уровне 6,5 $ для внутреннего рынка и 10,5 $ — для нефти, предназначенной на экспорт, а разница между двумя ценами составляла экспортную пошлину. Цены оставались в силе до 1 июля 1975 и значительно сократили объём экспорта с 1,2 миллиона баррелей в 1973 до 282 000 баррелей четырьмя годами позже.
Федеральное правительство смогло, таким образом, ненадолго перевести дух. После июльских выборов, на которых Либеральная партия получила большинство, правительство провело Закон об управлении нефтью, увеличивавший федеральные полномочия в случае тупиковой ситуации в переговорах с провинциями. На федерально-провинциальной конференции, проведённой в апреле 1975, не удалось достичь консенсуса, так как Онтарио подчёркивала, что 90 % повышения за 18 последних месяцев осело в казне производящих провинций и федерального правительства. Оттава сделала вывод о неудаче этого механизма и воспользовалась своими новыми полномочиями на основании Закона об управлении нефтью для введения повышения управляемой цены на 1,5 $, и с июля 1975 баррель стал стоить 8 $. Все последующие годы цены постепенно повышались дважды в год и в 1978 составили 80 % мировой цены.

#### Petro-Canada
6 декабря 1973 федеральное правительство представило программу из 11 пунктов для замены нефтяной политики, унаследованной от отчёта Бордена. Главной деталью этой политики, имевшей целью самодостаточность Канады в нефтяном смысле к концу 1970-х, было объявить о будущем создании национальной нефтяной компании для увеличения представления канадских интересов в отрасли. Однако Дурн и Тоунер уточнили, что федеральное правительство не хотело национализировать отрасль, и создание того, что впоследствии превратилось в Petro-Canada, было скорее альтернативой национализации.
Законопроект C-32 был внесён в Палату общин в мае 1974, но через несколько дней он не прошёл из-за отставки правительства меньшинства. Вернувшись к власти на выборах 8 июля 1974 как большинство, либеральное правительство перед окончанием работы предыдущего созыва заново внесло отклонённый законопроект.
По законопроекту, принятому в 1975, Petro-Canada должна была увеличить долю канадской собственности в отрасли, где по-прежнему господствовал Imperial и другие главные компании (majors) из США, служить посредником с другими ННК и инвестировать в разведку в новых областях Арктики. Полностью не исключая ожиданий по осуществлению Petro-Canada завершающих операций — очистки и розничной продажи, — в своём заявлении в декабре 1973 премьер-министр Трюдо настаивал на их приуменьшении.

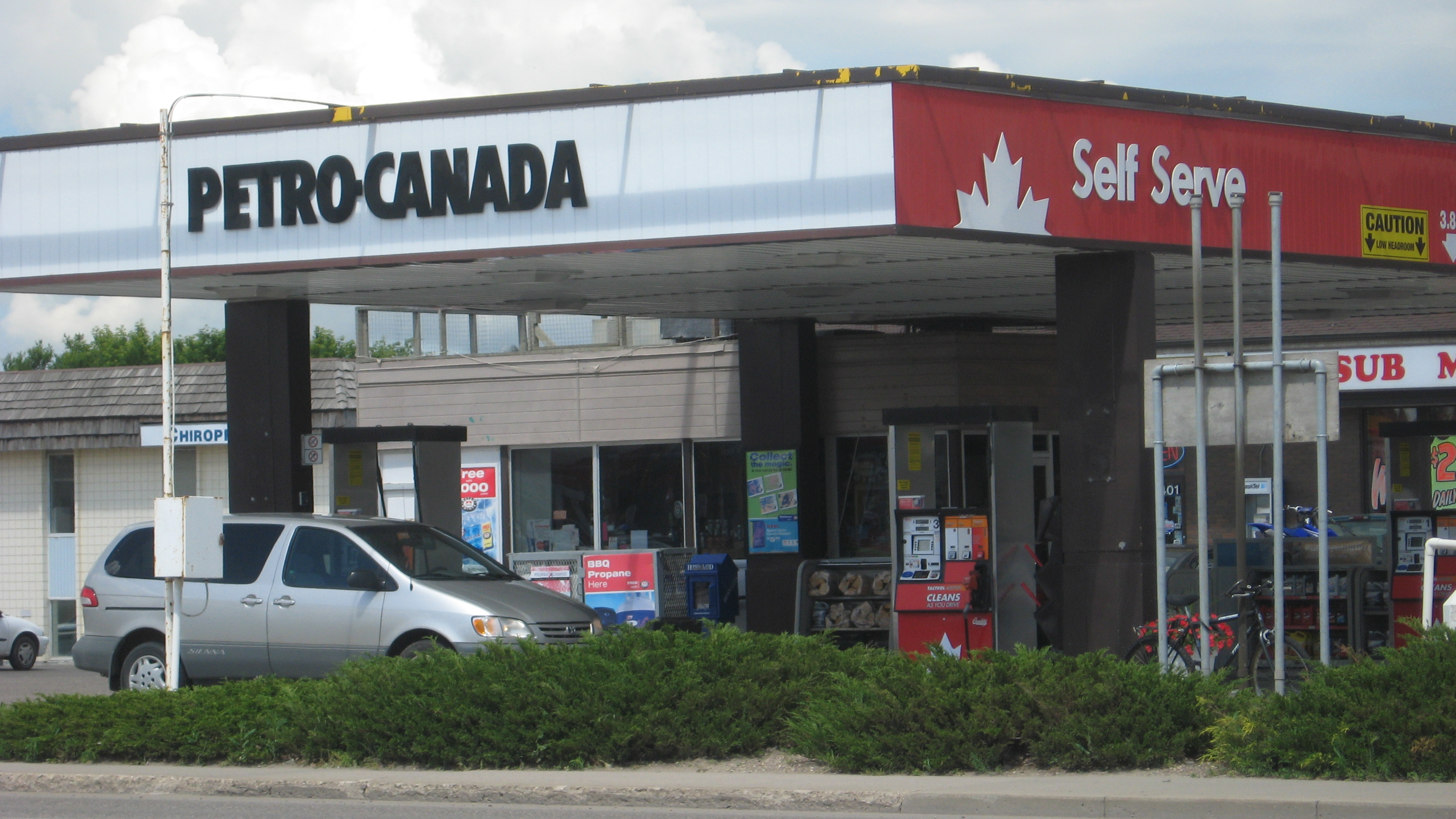
Заправочная станция Petro-Canada в Саскатуне, Саскачеван

1 января 1976 новая коронная компания скромно приступает к своим операциям на встрече четырёх её служащих в калгарийском кафе. За первые месяцы своего существования Petro-Canada играла скромную роль, управляя некоторыми активами федерального правительства, включая участие в Panartic Oil и долю в 15 % в проекте по разработке битуминозных песков и производству синтетической сырой нефти.
В августе она за 340 миллионов $ приобрела компанию Arcan — канадское дочернее предприятие группы Atlantic Richfield, — что позволило компании начать свои операции по разработке, в частности, в дельте Маккензи и в области острова Сейбл в Новой Шотландии.
Менее чем через два года Petro-Canada делает публичное предложение покупки акций Husky Oil, обладавшей правами на Ллойдминстерское месторождение на границе Альберты и Саскачевана, но государственную компанию обошла Alberta Gas Trunk Line (которая позже станет NOVA). За этим дело не стало, и под прикрытием неудачного приобретения контрольного пакета акций Husky параллельно совершалась другая сделка с Pacific Petroleum. Соглашение стоимостью 1,5 миллиарда $, заявленное в ноябре 1978 и заключённое в июле следующего года, финансировалось путём эмиссии привилегированных акций в американской валюте и их продажи основным канадским национальным банкам.
Хотя Pacific и занимался, в основном, разработкой и добычей, он являлся объединением, «представленным в очистке, распределении и реализации к западу от Тандер-Бея» и был прямым частным конкурентом коронной компании в борьбе за доллары потребителей.
Ситуация оказалась проблемной для консервативного правящего меньшинства Джо Кларка, ненадолго взявшего бразды правления после выборов 22 мая 1979. При такой непопулярности, какой компания пользовалась в новом правительстве — а г-н Кларк пообещал приватизировать нефтяную компанию — население появление заправочных станций Petro-Canada встретило с одобрением.

#### Второй нефтяной шок

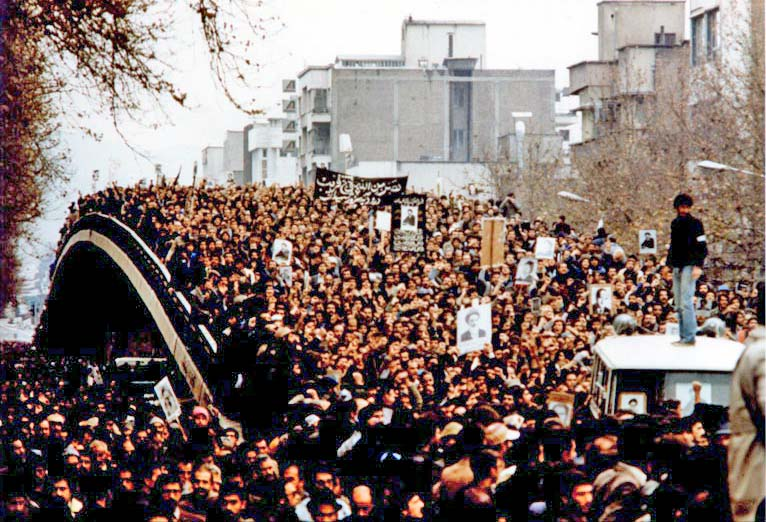
Иранская революция 1979 вынуждает правительство Джо Кларка вмешаться в энергетическую сферу

Пыл правительства по приватизации национальной нефтяной компании охладила другая причина. Международная ситуация обострилась из-за прихода к власти в Иране Стражей Исламской революции и последующего удвоения цены на сырую нефть во второй половине мая 1979.
Геополитическая ситуация снова вынуждала правительство Канады вмешаться в энергетическую сферу. Джо Кларк, как и Трюдо до него, оказался зажат между непримиримыми позициями двух премьер-министров с диаметрально противоположными интересами. И даже принадлежность главных действующих лиц 1979 к одной политической семье в этой ситуации не изменила ничего. Билл Дэвис из Онтарио утверждал, что каждое повышение цены сырой нефти на один доллар увеличивает инфляцию в самой многонаселённой провинции страны на 0,6 п. п., а безработицу — на 0,2 п. п., тогда как Питер Локхид из Альберты требовал повышения цен, которое установило бы канадские регулируемые цены наравне с ценами в Чикаго, и сохранения пропорции доходов, существовавшей в его провинции. В условиях значительного дефицита бюджета на федеральном уровне Кларк должен был также учитывать влияние на государственные финансы большого объёма дотаций. В отсутствие консенсуса правительство заявило в бюджете, представленном министром финансов Джоном Кросби 11 декабря 1979, о повышении акциза на бензин на 3,96 цента за литр. Через несколько дней консервативное правительство понесло поражение на вотуме доверия, что привело ко вторым всеобщим выборам за менее чем один год.
Но в отличие от 1975 года, когда Трюдо пренебрёг непримиримостью Дэвиса, в 1979 проиграл Локхид. Дурн и Тоунер подчёркивают, что, превратив ситуацию в тупиковую, что привело к поражению тори в Палате на следующий год и возвращению Пьера Эллиота Трюдо, альбертский премьер-министр в отношениях с федеральным коллегой оказался более склонен к проведению централизованной политики.

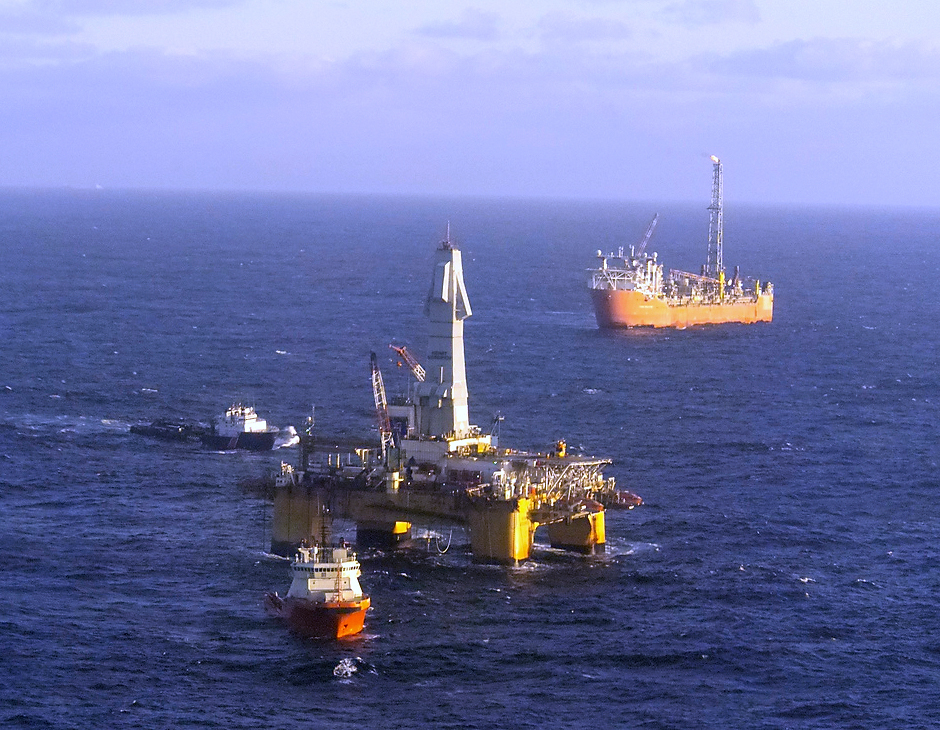
Нефтяная платформа Терра-Нова в открытом море у Ньюфаундленда

#### Современное состояние
В начале 2010-х годов большинство нефти Канады добывается в западных провинциях Альберта (68,8 %) и Саскачеван (16,1 %). В стране 19 НПЗ, 16 из которых производят полный спектр нефтепродуктов.

### Природный газ
Канада обладает богатыми запасами природного газа. По данным на 2006 год, подтвержденные запасы оцениваются в 1,6 трлн м³, но по данным геологической разведки, запасы гораздо более велики. Производство газа достигало 186,9 млрд м³ в 2007 году: из них для внутреннего потребления использовали 93,5 млрд м³. Канада также является крупнейшим партнером США по экспорту газа: 101,9 млрд м³ было экспортированно в США в 2008 году, что покрыло 90 % нужд США в импортном газе.
Природный газ стал разрабатываться в Канаде чуть позже, чем нефтяные месторождения. В Канаде существует несколько газоносных бассейнов, но основной из них расположен в провинции Альберта. Основными газовыми месторождениями являются:
- Рейнбоу-Лейк (Альберта)
- Пембина-Форкс (Альберта)
- Медисин-Хат (Альберта)
- Тейлор (Британская Колумбия)
- Кристофер-Бей (Нунавут)

В настоящее время в Канаде действует только один терминал по сжижению природного газа — Кэнапорт (Canaport LNG) в провинции Нью-Брансуик, способный перерабатывать и готовить к транспортировке 34 млн м³ газа в день. Планируется ввести в строй ещё около 5—7 терминалов, но не ранее 2014 года.

### Уголь

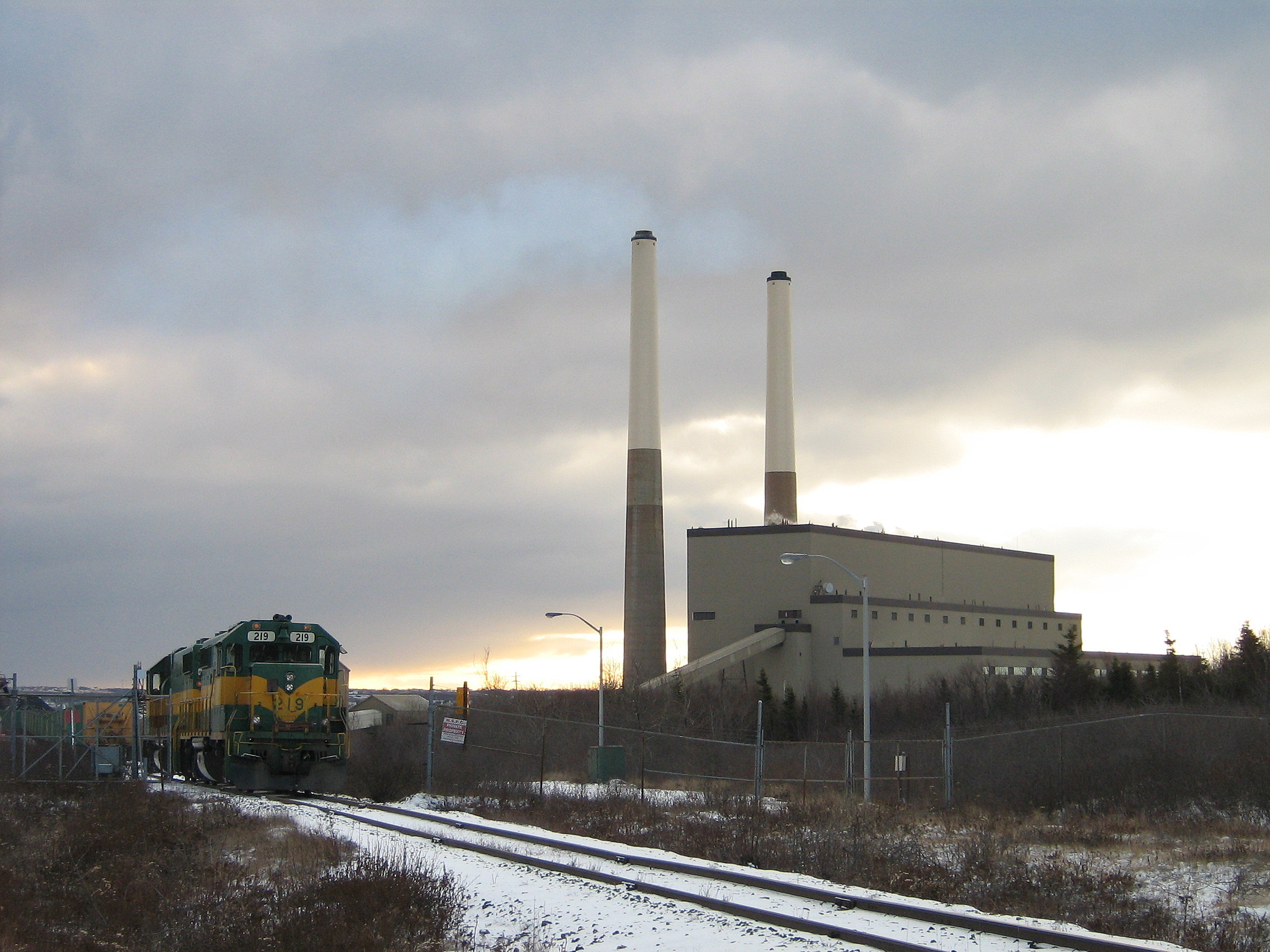
После закрытия угольных шахт Линганская электростанция Nova Scotia Power в Новой Шотландии работает на импортируемом угле

Разработка угля в Канаде восходит к XVII веку, когда в районе Минто в Нью-Брансуике начала свою работу небольшая угольная шахта. В 1720 французские солдаты открыли шахту на Кейп-Бретоне в Новой Шотландии для снабжения крепости Луибур. После британского завоевания, продукцию шахт Кейп-Бретона начали вывозить в Бостон и другие порты США. На канадском Западе месторождения начали разрабатываться с 1852. Начиная с 1880-х сооружение трансконтинентальной железной дороги по территории Альберты и Британской Колумбии способствовало открытию шахт поблизости от железнодорожных путей. В 1911 западные шахты производили уже более 50 % канадского угля, а в настоящее время их доля составляет 95 %.
Для защиты шахт Кейп-Бретона от американских конкурентов, которые уже проникали на онтарийский рынок через Великие озёра, канадское правительство в 1887 стало использовать таможенные пошлины. Федеральное правительство долго продолжало протекционистскую политику в отношении угля Новой Шотландии, а начиная с 1967 стало разрабатывать месторождения района Сидни при участии в Cape Breton Development Corporation, или DEVCO. В 1992—2001 линденская, фаленская и принсская шахты прекратили свою работу.
В настоящее время основным производителем угля является Альберта, которая изобилует полезными ископаемыми; залежи угля занимают там 48 % территории провинции.
Свыше половины добытого в Канаде угля используется для выработки электричества и в промышленности, остальное идет на экспорт. Основным районом экспорта является Азия, преимущественно Япония. Канада также является импортёром угля. Импортируемый уголь, в основном из центральной части США, идёт в провинции Онтарио и Новая Шотландия — туда выгоднее доставлять уголь из США, чем из Западной Канады. Там он используется для выработки электричества. Использование угля будет постепенно уменьшаться, так как в Канаде предпринимаются меры по сокращению выбросов парниковых газов. Развитие и внедрение таких технологий, как улавливание углекислого газа и закачка под землю, поможет в будущем сохранить уголь в качестве топлива для электростанций, но «чистый» уголь — пока топливо весьма дорогое и технологически сложное и в крупном масштабе вряд ли будет использовано в ближайшее время.

## Электроэнергия

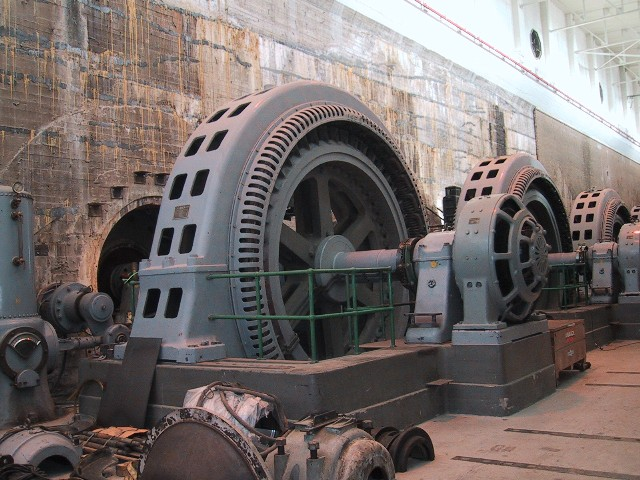
Горизонтальная турбина Френсиса на электростанции Пуэнт-дю-Буа в Манитобе

Развитие гидроэлектроэнергетики значительно повлияло на экономическую и политическую жизнь в Канаде, постольку поскольку «гидро» — слово, часто употребляющееся в Канаде для обозначения любого вида электроэнергии — символизировало переход от «старого» промышленного развития XIX века к новому типу промышленного развития, возникшему в XX веке.
В Онтарио за разработку гидроэнергетического потенциала канадской половины Ниагарского водопада боролись три предприятия. В 1902, после многолетней задержки, началось сооружение двух очередей, а через два года — и третьей очереди. Одновременно с этим проектом группа муниципалитетов юга Онтарио обсуждают проект обеспечения стабильного энергоснабжения от ГЭС. С некоторой нерешительностью в 1903 для координации усилий онтарийский премьер-министр Джордж Уильям Росс создаёт Онтарийскую комиссию по энергетике. Но эта попытка не увенчалась успехом из-за отказа предпринимателей гарантировать снабжение городов. Этот отказ вызвал общественные разногласия, и правительство образовало комиссию по обследованию под руководством Адама Бека, которая рекомендовала создать государственную распределительную сеть. В 1906 провинциальное правительство создало Гидроэнергетическую комиссию Онтарио для регламентации этой отрасли и определения способов электроснабжения муниципалитетов. На муниципальных выборах 1907 избиратели одобрили муниципализацию, и договора были подписаны с одним из разработчиков Ниагарской ГЭС. В октябре 1910 Комиссия, впоследствии известная под названием Ontario Hydro, начала свои поставки.
В Виннипеге и Ванкувере гидроэнергетический потенциал вначале разрабатывался частными предприятиями в основных узловых пунктах. Первым предприятием, создавшим гидроэлектростанцию в Британской Колумбии, было British Columbia Electric Railway. Оно оставалось в частной собственности вплоть до окончания Первой мировой войны. В манитобской столице первую манитобскую электростанцию железнодорожный магнат Уильям Макензи построил на реке Виннипег для удовлетворения потребностей мельников Оджилви. Жители города, между тем, решили уничтожить монополию предприятия У. Макензи и в 1906 проголосовали за сооружение электростанции-конкурента на реке Виннипег стоимостью 3,25 миллиона долларов.
Как только началось развитие отрасли, установленная мощность за два первых десятилетия прошлого века стала расти очень быстро. С 1890 по 1914 мощность электростанций выросла с 72 000 до 2 миллионов лошадиных сил.

### Национализация и сельская электрификация
Развитие электроэнергетического сектора ускорилось после Первой мировой войны вместе с движением за передачу электросетей под контроль провинциальных правительств. Это особенно проявилось в Новой Шотландии, Нью-Брансуике, Манитобе, Саскачеване и Британской Колумбии, где были созданы коммунальные компании, более или менее быстро поглотившие частных предпринимателей в 1920-е гг. Национализированные электроэнергетические предприятия отвечали, в частности, за развитие сельской электрификации и гидроэнергетического потенциала провинций. Фаза укрепления отрасли завершилась в 1963 одновременно со второй фазой национализации электроэнергетики в Квебеке.
Под управлением государства провинциальные электроэнергетические компании в массовом масштабе инвестировали в электроэнергетический сектор для стимулирования экономического развития. Примером этому могут служить Джоуи Смолвуд на Ньюфаундленде, У. А. Ч. Беннет в Британской Колумбии, Эд Шрейер в Манитобе и Робер Бурасса в Квебеке. Такое видение воздействия гидроэнергетики на промышленное развитие ещё долго защищалось историками экономики и политическими лидерами.

### Гидроэнергетические проекты
Будучи владельцами электросетей, некоторые провинциальные правительства в массовом масштабе инвестировали в сооружение гидроэнергетических объектов на своей территории в 1960-е — 1970-е гг. BC Hydro построила плотины Гордон-М.-Шрам на реке Пис (2730 МВт) и гидроэлектростанции Мика (1805 МВт) и Ревелсток (1980 МВт) на реке Колумбия. Manitoba Hydro соорудила три объекта на реке Нельсон — электростанции Кетл, Лонг-Спрус и Дженпег — общей мощностью более 2300 МВт, CF(L)Co строила вызвавшую споры электростанцию Черчилл-Фолс (5428 МВт) и даже Énergie NB строила в Мактакуаке на реке Сент-Джон (672 МВт) около Фредериктона.
Между тем, в Квебеке сооружение новых гидроэлектростанций шло наиболее активно. С 1965 по 1984 Hydro-Québec последовательно ввёл в эксплуатацию 7 электростанций проекта Маник-Утард, комплекс в 6224 МВт в Кот-Норе и три первых электростанции проекта Залив Джеймс на реке Ла-Гранд (10 282 МВт).
Вопреки увеличению продолжительности работ из-за забастовок, щекотливым территориальным спорам с коренными общинами, очень высоким издержкам и временами массовым перевыполнениям, крупные канадские гидроэлектростанции в настоящее время производят значительное количество возобновляемой энергии по стабильной и более низкой, чем у производственных комплексов других стран, цене. В заливе Джеймс, например, себестоимость киловатт-часа не превышает 1,5 цента. Поэтому ставки за электроэнергию для домохозяйств Манитобы, Квебека и Британской Колумбии являются одними из самых низких в Северной Америке.
В 2008 году в стране было произведено 370 млрд кВт•ч гидроэлектроэнергии, а всего электроэнергии — 595 млрд кВт•ч. Крупнейшими провинциями по производству гидроэлектроэнергии являются Квебек, Британская Колумбия, Онтарио. Самой большой ГЭС является Ла-Гранд в Квебеке, одна из крупнейших ГЭС в мире мощностью в 15 тыс. мегаватт.

### Ядерная энергия

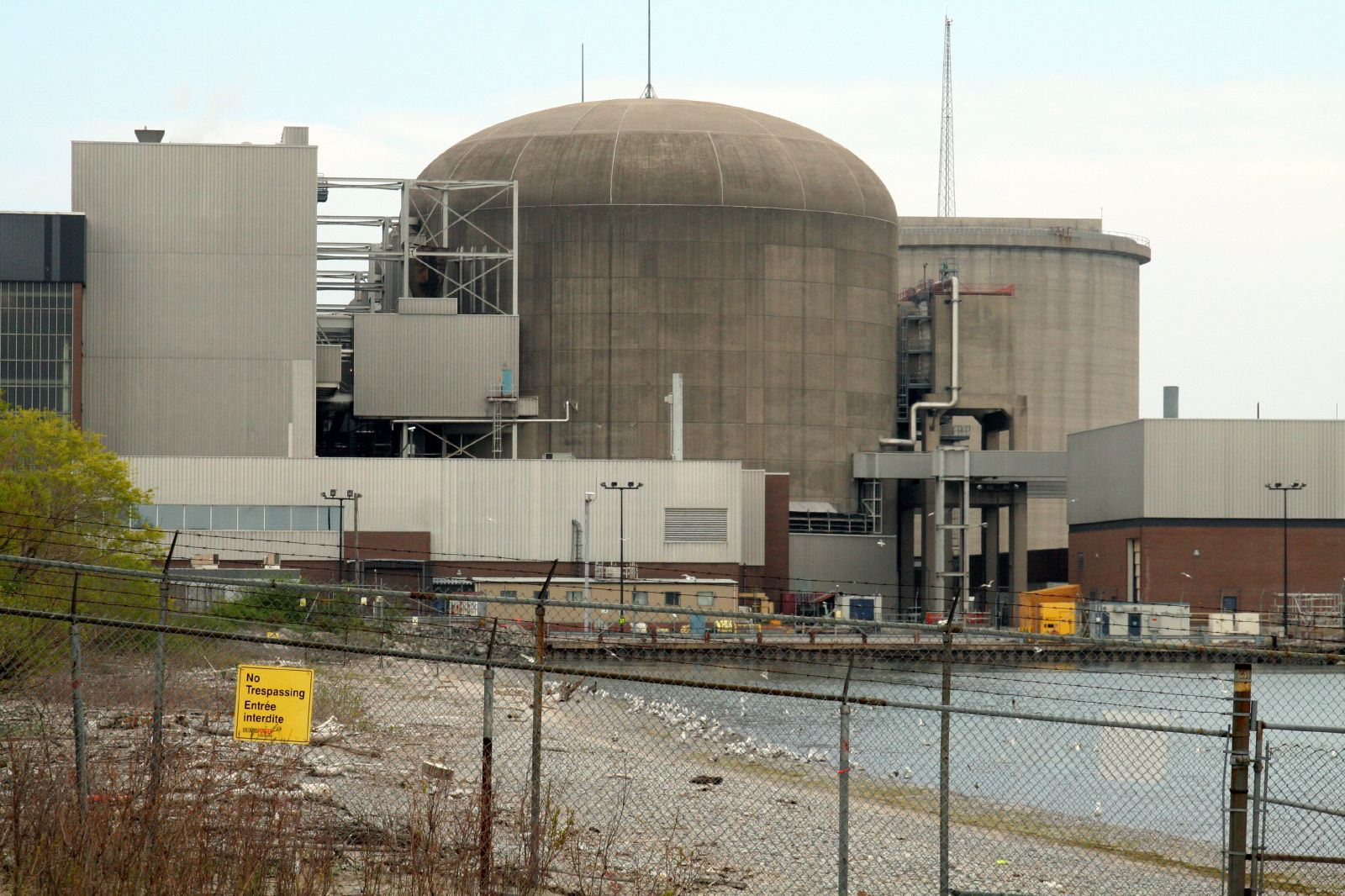
АЭС Пикеринг в Онтарио

Канада является одним из лидеров в области ядерной энергетики. Первый канадский урановый рудник на Большом Медвежьем озере поставлял сырьё для проекта Манхэттен. В настоящее время крупными производителями урана являются Cameco и Areva, объём добычи которых отвечает потребностям ядерной промышленности. Cameco разрабатывает крупнейшее в мире урановое месторождение Макартур-Ривер в Северном Саскачеване.
Первый канадский ядерный реактор ZEEP был построен в 1945. В 1947 Канада построила свой первый исследовательский реактор NRX в Чок-Риверской лаборатории в Онтарио. Именно на этой основе Национальный исследовательский совет Канады и Énergie atomique du Canada построили серию ядерных реакторов CANDU.
По ряду политических императив, Онтарио с 1960-х делала особый упор на ядерную энергетику. Ontario Hydro в 1968 построила электростанцию в 200 МВт в Дуглас-Пойнте, а затем с конца 1960-х по начало 1990 — 20 коммерческих реакторов на трёх площадках в Пикеринге, Брюсе и Дарлингтоне. Одновременно с этими проектами в Нью-Брансуике и Квебеке было построено по одному реактору CANDU. Эти два реактора были введены в эксплуатацию в 1983.
Между тем, 1990-е стали сложным периодом для канадской ядерной промышленности. Огромные обязательства, которые пришлось брать для сооружения реакторов, и проблемы с надёжностью и сроком службы CANDU стали животрепещущими политическими вопросами в Онтарио. Для решения проблемы консервативное правительство Майка Харриса решило сделать рынок генерации электроэнергии конкурентным. Ресурсы частных капиталов позволили реконструировать и снова ввести в эксплуатацию большинство реакторов электростанции Брус, приобретённой группой, принадлежащей Cameco и British Energy. Онтарийское правительство решило начать сооружение двух новых атомных электростанций, но стоимость строительства, оценённая в 23 миллиарда долларов и неуверенность в будущем отделении CANDU от EACL убедили онтарийское правительство отложить тендер в июне 2009.
Всего в Канаде действуют 19 атомных энергоблоков, 18 из них находятся в провинции Онтарио.

### Либерализация рынков

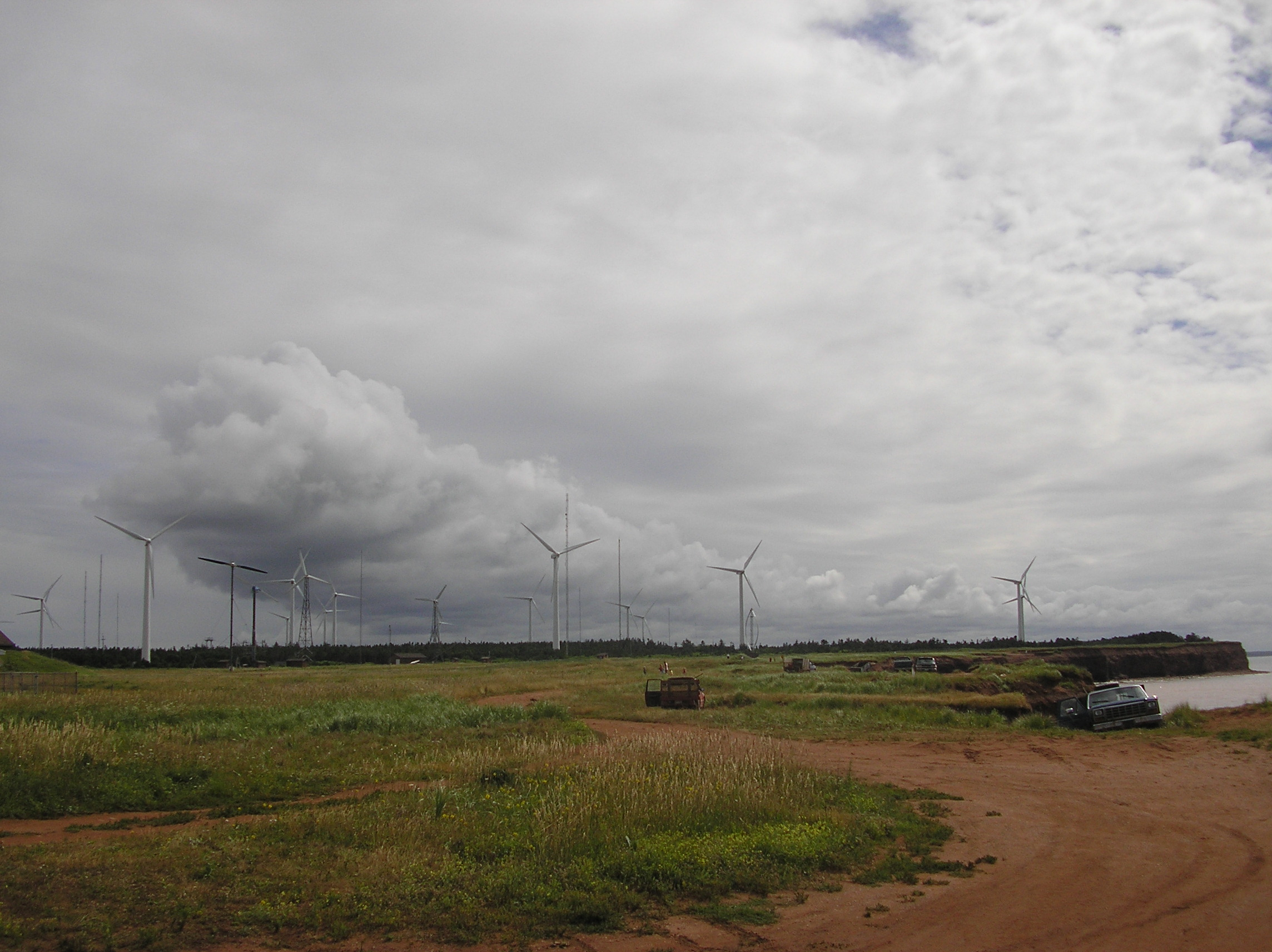
Ветряной парк в Норт-Кейпе, Остров Принца Эдуарда

По примеру ряда других западных стран, в 1990-е электроэнергетическая промышленность в Канаде была реорганизована. Но, учитывая провинциальный контроль над деятельностью энергетического сектора, изменение структуры по-разному проявилось в каждой провинции. В некоторых случаях оно ограничилось функциональным разделением нескольких вертикально интегрированных провинциальных монополий, как например, в случае с BC Hydro и Hydro-Québec, которые в соответствии с постановлением 888 Federal Energy Regulatory Commission в 1997 быстро создали дочерние предприятия для управления своими системами электропередачи.
Изменение структуры в других провинциях было, наоборот, намного более глубоким. В Альберте недвижимое имущество электростанций приватизировалось с 1998. По данным Международного энергетического агентства, с 1998 по 2004 в Альберте частными предприятиями было построено более 3000 МВт новых электростанций. Конкурентный оптовый рынок электроэнергии был создан в 1996, а конкуренция в розничных продажах установилась с 1 января 2001. Альбертскому правительству пришлось вмешаться, чтобы на один год установить потолок розничных цен в 11 центов за киловатт-час из-за отголосков энергетического кризиса в Калифорнии, взволновавшего все рынки запада Северной Америки зимой 2000—2001.
В Онтарио по программе Майка Харриса «революция здравого смысла» с октября 1998 было продолжено разделение коронной компании Ontario Hydro на пять частей для введения режима свободной конкуренции и её частичной приватизации. Электростанции провинции, включая три атомных, были переданы компании Ontario Power Generation, долю рынка которой планировалось сократить до 35 %. Система электропередачи и сеть электроснабжения стали называться Hydro One, ожидая первичного размещения акций, но этот процесс был остановлен Высшим судом Онтарио.
Либерализация розничных продаж была завершена в мае 2002, и весной цены ненадолго упали. Между тем, тёплое лето и задержки по введению в эксплуатацию части ядерных электрогенерирующих агрегатов подняли цены быстрее, чем предполагало правительство. Повышение цен примерно на 30 % вызвало недовольство населения и заставило правительство в обратном порядке заморозить оптовые цены на электроэнергию на уровне мая 2002.

## Энергопотребление
Канада — страна с высокой ёмкостью рынка электроэнергии. Доля потребления первичных энергоресурсов в структуре ВВП остаётся одной из самых высоких в мире. Эту высокую энергоёмкость канадской экономики можно объяснить рядом структурных причин. Ряд отраслей промышленности — цветная металлургия, целлюлозно-бумажная промышленность и добыча нефти и газа — потребляет очень много энергии, а суровый климат, высокий уровень жизни и отсутствие пространственных ограничений приводят к тому, что отопление и транспорт также требуют большого количества энергии.

## Энергетическая политика

### Конституционные вопросы
В канадском политическом режиме полномочия, касающиеся энергетики, разделены между федеральным правительством и провинциями с территориями. Конституция Канады относит природные ресурсы и часть полномочий по охране окружающей среды к компетенции провинций, которые отвечают, в частности, за разведку, разработку и эксплуатацию невозобновляемых ресурсов, а также управляют производством, транспортировкой электроэнергии и электроснабжением. Большинство провинций являются ещё и собственниками коронных компаний, преобладающих в электроэнергетической отрасли соответствующих территорий.
Федеральное правительство, главным образом, обладает полномочиями по регламентации межпровинциальной и международной торговли, в частности, оно занимается регулированием железнодорожного и трубопроводного транспорта, а также судоходства. В смысле стандартизации Оттава также отвечает за энергетическую эффективность, в частности за нормы строительства, нормы новых транспортных средств и за программы по этикетажу потребительских товаров. Сектор ядерной энергетики также находится в федеральной компетенции, особенно вопросы разрешений и безопасности. В территориях же федеральное правительство обладает более широкими полномочиями.
Это разделение полномочий между двумя ступенями управления обязывает федеральное правительство и провинции координировать свою политику в этой сфере. В прошлом эта система вызывала ряд конфликтов, в частности по вопросам нефти и электроснабжения, из-за часто расходящихся интересов разных провинций. Эти конфликты были вызваны как идеологической борьбой, так и неравномерным распределением природных ресурсов по территории страны, что привело к тому, что энергетические балансы разных провинций значительно отличаются друг от друга.

#### Федеральное регулирование
Основанная в 1959 Национальная служба энергетики — это административный суд, отвечающий за регламентацию вопросов транспортировки энергии. Служба предоставляет разрешения на сооружение и эксплуатацию нефте- и газопроводов, импорт и экспорт энергоресурсов, в том числе на экспортные поставки электроэнергии, а также управляет разработкой арктических зон и ресурсов в открытом море, не регулирующихся федерально-провинциальными соглашениями.
В 1980 году была принята новая стратегия энергетического развития — Национальная энергетическая программа. Вновь основной чертой программы стало усиление контроля государства над энергоресурсами и особенно вмешательство федерального правительства в дела провинций в области энергетики. Причиной ужесточения стало введение США эмбарго на поставки иранской нефти в Северную Америку, что привело к очередному скачку цен на нефть. Были повышены налоги на экспорт нефти и газа, введено частичное финансирование разведывательных операций и бурения на территории Канады и прочие меры, направленные на снижение энергозависимости и повышение национальных запасов энергоносителей. Вся программа была направлена на снижение уровня зависимости канадской экономики от мировых цен на энергоносители и увеличение государственных доходов от энергетической промышленности. Предсказуемо, что такая стратегия не вызвала одобрения у представителей бизнеса и властей провинций. Уже в 1985 году в неё были внесены существенные изменения, которые были направлены на снижение роли государства в регулировании деятельности энергетического сектора внутри провинций.
В 1985 федеральное правительство и правительства Альберты, Британской Колумбии и Саскачевана договорились об отмене регламентации цен на сырую нефть и природный газ. Нефть в открытом море вдоль атлантического побережья стала предметом соглашений между Оттавой и провинциями Новая Шотландия и Ньюфаундленд и Лабрадор. Шельфовые зоны преимущественно находятся в федеральном распоряжении, но федеральное правительство частично делит право на владение и распоряжение с этими провинциями.
Координация управления энергетикой между федеральным правительством и правительством провинций осуществляется через деятельность специально созданных комитетов и неформальные консультации и контакты.
Национальный совет по энергетике — независимый федеральный орган, который был создан в 1959 году по инициативе Парламента. Он занимается вопросами международной и межпровинциальной торговли энергоресурсами и вопросами транспортировки нефти, природного газа и электричества. В компетенцию Национального совета по энергетике входят международные нефте- и газопроводы, а также строительство и поддержание работы международных линий электропередач. Организация играет важную роль в установлении стандартов здравоохранения и безопасности, кроме того следит за соблюдением природоохранных норм при планировке, строительстве и работе различных энергетических проектов. Кроме того, Совет занимается осуществлением государственной помощи в развитии добычи газа и нефти в шельфовых зонах и на Севере.
Канадская комиссия по ядерной безопасности была создана в 2000 согласно Закону о ядерной безопасности и контроле. Комиссия заменила основанный в 1946 году Контрольный совет по вопросам атомной энергии (Atomic Energy Control Board). Комиссия регулирует деятельность атомных станций, вопросы, касающиеся исследований в сфере ядерной энергии, а также работу шахт, добывающих уран. Деятельность организации направлена, в основном, на обеспечение безопасности в ядерной индустрии и редко связана с коммерческими вопросами и проблемами окружающей среды.
Со сферой энергетики также связаны два федеральных министерства: природных ресурсов и окружающей среды. Министерство природных ресурсов Канады было создано в 1994 году согласно закону, принятому Парламентом Канады и играет одну из ведущих ролей в проведении энергетической политики. Энергетический сектор Министерства природных ресурсов является наиболее важным органом, ответственным за проведение энергетической политики в правительстве Канады. Министерство окружающей среды было создано в 1971 году и, кроме всего прочего, отвечает за регулирование уровня загрязнения воздуха и уровня выброса парниковых газов.

#### Провинциальное регулирование

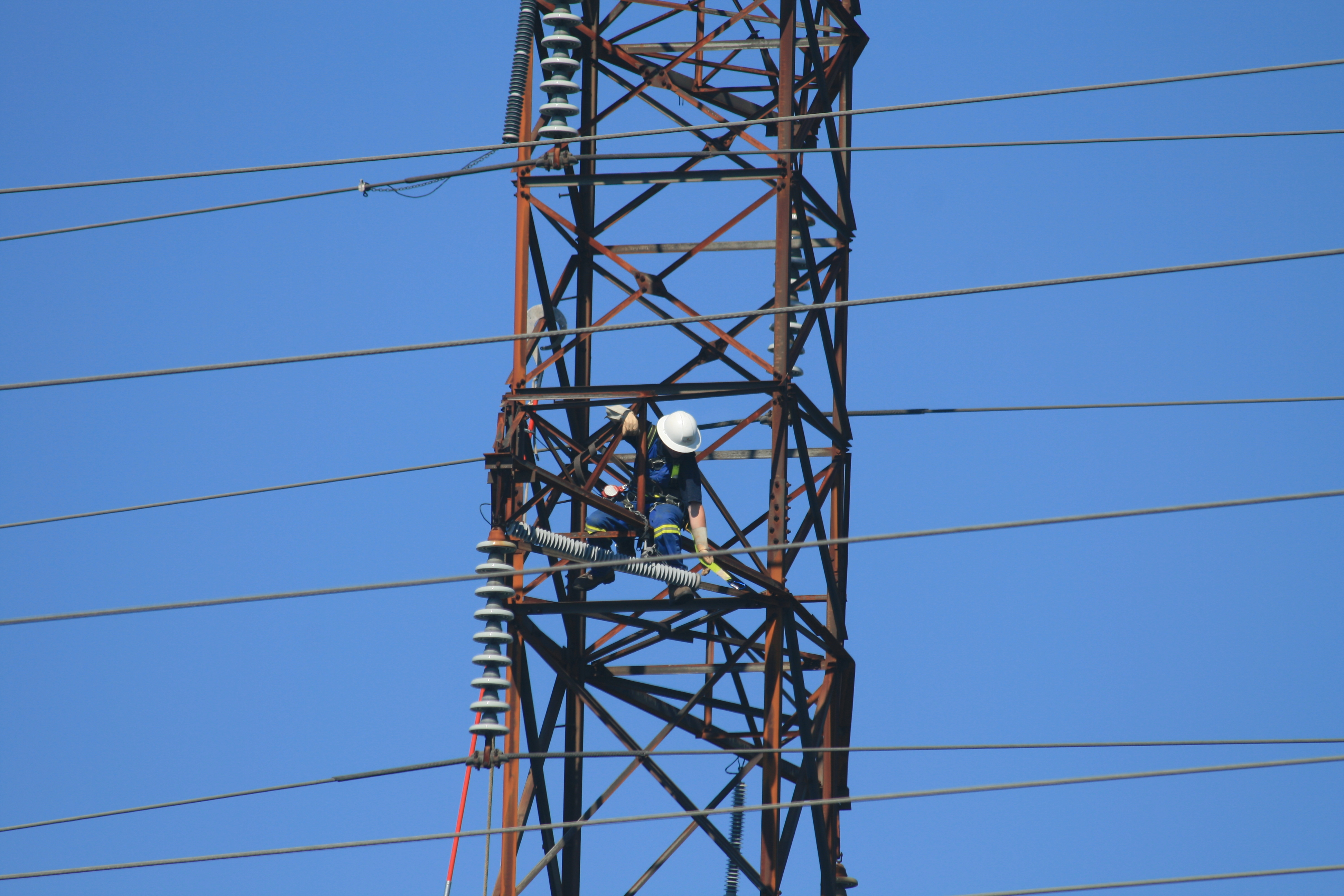
Монтажник линии Énergie NB осматривает линию высокого напряжения в Сент-Джоне (Нью-Брансуик)

Хотя производство энергии, в том числе электроэнергии, в значительной мере переведено на рыночные рельсы и, как правило, государственный производитель больше не является единственным поставщиком электроэнергии в провинции, сфера транспортировки природного газа и газоснабжения обычно остаётся монопольной и регулируется государственными комиссиями или управлениями энергетики. В сфере электроэнергии большинство провинций по-прежнему контролирует транспортные и распределительные компании. Ставки за электроэнергию ниже в тех провинциях (Манитоба, Британская Колумбия), где государство располагает значительной установленной мощностью гидроэлектростанций и распределяет электроэнергию, а самые высокие ставки установлены в Атлантических провинциях и Альберте, где электроэнергия в большинстве своём вырабатывается теплоэлектростанциями.
В силу своих полномочий по разработке природных ресурсов, обустройству территории и охране окружающей среды провинции могут также поддерживать или ограничивать энергетическое развитие на своей территории, сдавая в аренду коронные земли или применяя механизмы стимулирующего налогообложения (feed-in tariff) для ускорения развития в области возобновляемой энергии.
Вместе с тем, производящие провинции ввели систему обязательств и налогов на добычу нефти и природного газа. Они также предоставляют разрешения на добычу и поддерживают бурение в финансовом отношении.
| Город      | Дистрибутор                 | Бытовая | Малая мощность | Средняя мощность | Большая мощность |
| ---------- | --------------------------- | ------- | -------------- | ---------------- | ---------------- |
| Сент-Джонс | Newfoundland Power/NL Hydro | 11,02   | 11,32          | 8,45             | 3,98             |
| Шарлоттаун | Maritime Electric           | 17,29   | 17,98          | 15,68            | 10,72            |
| Галифакс   | Nova Scotia Power           | 12,88   | 12,65          | 10,45            | 7,70             |
| Монктон    | Énergie NB                  | 11,66   | 12,09          | 10,66            | 6,66             |
| Монреаль   | Hydro-Québec                | 6,87    | 8,94           | 7,21             | 4,53             |
| Оттава     | Hydro Ottawa                | 11,27   | 10,75          | 8,76             | 8,15             |
| Торонто    | Toronto Hydro               | 11,46   | 11,07          | 9,33             | 8,29             |
| Виннипег   | Manitoba Hydro              | 6,94    | 6,83           | 5,21             | 3,45             |
| Реджайна   | SaskPower                   | 10,91   | 8,76           | 8,12             | 5,11             |
| Эдмонтон   | EPCOR                       | 10,22   | 9,81           | 7,50             | 5,69             |
| Калгари    | ENMAX                       | 12,13   | 11,81          | 10,39            | 9,38             |
| Ванкувер   | BC Hydro                    | 7,13    | 8,02           | 5,62             | 4,03             |

### Энергетическая эффективность
В силу своих полномочий по международной торговле федеральное правительство играет важную роль в области энергетической эффективности и стандартизации. Различные канадские нормы часто ограничиваются копированием мер, действующих в США, соседе Канады и её главном торговом партнёре. Таким образом, нормы, касающиеся энергетической эффективности в автомобильной промышленности, являются адаптациями CAFE, которую National Highway Traffic Safety Administration ввело для своего автомобилестроения, а программа ЭнерГид по этикетажу энергетической эффективности электробытовой техники, электронных приборов и оргтехники, является, как и ряд других, канадским аналогом программы Energy Star от Environmental Protection Agency.

### Парниковые газы

Карта Канады с указанием увеличения выбросов парниковых газов по провинциям/территориям в 2008 по сравнению с базисным 1990 годом.
увеличение на 50 % и более
увеличение на 30—50 %
увеличение на 20—30 %
увеличение на 10—20 %
увеличение на 0—10 %
уменьшение на 0—10 %
Один квадратик равен 2 тоннам эквивалента CO_{2} на душу населения

Хотя Канада и подписала Киотский протокол для уменьшения своих выбросов парниковых газов до 6 % от уровня расчётного 1990 года в 2008—2012, она по-прежнему не реализовала этот план по сокращению выбросов.
Уже в 2006 правительство меньшинства консервативного премьер-министра Стивена Харпера объявило, что не будет выполнять обязательства Канады, взятые оппозиционными партиями в Палате общин Канады.
После этого объектом критики международного сообщества стала ненадёжность Канады по вопросам охраны окружающей среды. В конце 2009 Канада участвовала в конференциях АТЭС, Содружества и в конференции в Копенгагене.
В то время, как федеральное правительство медлит с запуском надёжного механизма контроля и уменьшения, ряд провинциальных правительств создали содержательные программы по сокращению выбросов на своих территориях. Британская Колумбия, Манитоба, Онтарио и Квебек пополнили ряды Western Climate Initiative — группы из 7 штатов запада США, целью которой является создание общих условий ограничения и торговли эмиссионными квотами. Эти же провинции взяли обязательства и объявили о конкретных мерах по сокращению выбросов парниковых газов.
Программы по сокращению в других провинциях, и в частности в Альберте, по оценке исследовательского центра Pembina Institute, намного менее разработаны, и этот центр сожалеет, что альбертские цели находятся на «опасно низком уровне» и идут «вразрез с большинством территорий индустриализованного мира».

#### Статистические данные
|                                           | в кт экв. CO2 | в кт экв. CO2 | в кт экв. CO2 | в кт экв. CO2 | в кт экв. CO2 | в кт экв. CO2 | в кт экв. CO2 | в кт экв. CO2 | Изменение 1990—2008 (%) | Доля в 2008 (%) |
|                                           | 1990          | 1995          | 2000          | 2004          | 2005          | 2006          | 2007          | 2008          | Изменение 1990—2008 (%) | Доля в 2008 (%) |
| ----------------------------------------- | ------------- | ------------- | ------------- | ------------- | ------------- | ------------- | ------------- | ------------- | ----------------------- | --------------- |
| Электроэнергетика                         | 95 500        | 101 000       | 132 000       | 127 000       | 125 000       | 117 000       | 125 000       | 119 000       | ▲ 24,6 %                | 16,2 %          |
| Топливная промышленность                  | 51 000        | 54 000        | 66 000        | 72 000        | 66 000        | 66 000        | 70 000        | 68 000        | ▲ 33,3 %                | 9,3 %           |
| Шахты и добыча нефти и газа               | 6190          | 7840          | 10 400        | 14 900        | 15 600        | 16 800        | 23 200        | 23 900        | ▲ 286,1 %               | 3,3 %           |
| Промышленное сжигание                     | 55 000        | 53 300        | 53 400        | 51 500        | 47 600        | 47 000        | 49 400        | 43 400        | ▼ 21,1 %                | 5,9 %           |
| Бытовые потребители                       | 43 000        | 45 000        | 45 000        | 43 000        | 42 000        | 40 000        | 44 000        | 43 000        | ▲ 0 %                   | 5,9 %           |
| Коммерческие и институционные потребители | 25 700        | 28 900        | 33 100        | 37 700        | 36 700        | 33 400        | 34 900        | 34 900        | ▲ 35,8 %                | 4,8 %           |
| Транспорт                                 | 145 000       | 159 000       | 178 000       | 188 000       | 192 000       | 191 000       | 199 000       | 198 000       | ▲ 36,6 %                | 27 %            |
| Непостоянные источники                    | 42 700        | 57 000        | 64 700        | 65 600        | 64 700        | 65 800        | 64 700        | 63 800        | ▲ 49,4 %                | 8,7 %           |
| Использование энергоносителей             | 469 000       | 510 000       | 587 000       | 603 000       | 593 000       | 581 000       | 614 000       | 597 000       | ▲ 27,3 %                | 81,3 %          |
| Деятельность, не связанная с энергетикой  | 123 000       | 131 000       | 130 000       | 138 000       | 138 000       | 137 000       | 136 000       | 137 000       | ▲ 11,4 %                | 18,7 %          |
| Всего выбросов                            | 592 000       | 641 000       | 717 000       | 741 000       | 731 000       | 718 000       | 750 000       | 734 000       | ▲ 24 %                  | 100,0 %         |

|                         | в кт экв. CO2 | в кт экв. CO2 | в кт экв. CO2 | в кт экв. CO2 | в кт экв. CO2 | в кт экв. CO2 | в кт экв. CO2 | в кт экв. CO2 | Изменение 1990—2008 (%) | Доля в 2008 (%) |
|                         | 1990          | 1995          | 2000          | 2004          | 2005          | 2006          | 2007          | 2008          | Изменение 1990—2008 (%) | Доля в 2008 (%) |
| ----------------------- | ------------- | ------------- | ------------- | ------------- | ------------- | ------------- | ------------- | ------------- | ----------------------- | --------------- |
| Ньюфаундленд и Лабрадор | 9450          | 8250          | 8720          | 10 100        | 10 100        | 9530          | 10 700        | 10 100        | 6,9                     | 1,4             |
| Остров Принца Эдуарда   | 1980          | 1880          | 2200          | 2290          | 2230          | 2110          | 2070          | 1970          | −0,5                    | 0,3             |
| Новая Шотландия         | 19 000        | 18 600        | 20 900        | 22 800        | 21 800        | 20 100        | 20 700        | 20 900        | 10,0                    | 2,9             |
| Нью-Брансуик            | 15 900        | 16 800        | 19 900        | 21 300        | 21 000        | 18 700        | 19 100        | 18 000        | 13,2                    | 2,5             |
| Квебек                  | 82 800        | 79 400        | 82 300        | 89 100        | 85 400        | 83 800        | 86 800        | 82 000        | −1,0                    | 11,2            |
| Онтарио                 | 176 000       | 174 000       | 200 000       | 199 000       | 200 000       | 192 000       | 200 000       | 190 000       | 8,0                     | 26,0            |
| Манитоба                | 18 600        | 19 800        | 21 200        | 21 400        | 21 000        | 21 100        | 21 700        | 21 900        | 17,7                    | 3,0             |
| Саскачеван              | 43 400        | 59 100        | 66 500        | 71 700        | 72 300        | 71 300        | 74 000        | 75 000        | 72,8                    | 10,3            |
| Альберта                | 171 000       | 200 000       | 226 000       | 234 000       | 231 000       | 234 000       | 246 000       | 244 000       | 42,7                    | 33,4            |
| Британская Колумбия     | 49 300        | 57 500        | 61 600        | 64 600        | 62 100        | 61 100        | 64 500        | 65 100        | 32,0                    | 8,9             |
| Территории              | 2031          | 2438          | 2054          | 2090          | 1946          | 1784          | 2267          | 2161          | 6,4                     | 0,3             |
| Канада                  | 589 461       | 635 330       | 709 320       | 738 380       | 728 876       | 715 524       | 747 837       | 731 131       | 24,0                    | 100             |